# Nettlestead (Suffolk)
Pour les articles homonymes, voir Nettlestead.
Nettlestead est un village et une paroisse civile du Suffolk, en Angleterre.